# Nalliers (Vendée)
 Nalliers  es una población y comuna francesa, en la región de Países del Loira, departamento de Vendée, en el distrito de Fontenay-le-Comte y cantón de L'Hermenault.

## Demografía
| 1,884 | 1,856 | 1,749 | 1,716 | 1,763 | 1,880 |
| Para los censos de 1962 a 1999 la población legal corresponde a la población sin duplicidades (Fuente: INSEE [Consultar]) |       |       |       |       |       |